# 多孔管球虫
多孔管球虫（学名：Siphonosphaera polypora）为胶球虫科管球虫属的动物。在中国，分布于南海等海域。